# Lista de membros da Royal Society eleitos em 1672
Esta é uma lista de Membros da Royal Society eleitos em seu décimo-terceiro ano, 1672.

## Fellows
- Giovanni Domenico Cassini (1625-1712)
- Sir Frescheville Holles (1642-1672)
- Henry Howard, 7th Duke of Norfolk (1655-1701)
- Sir Isaac Newton (1642-1727)
- John Tillotson (1630-1694)
- Francis Vernon (1637-1677)
- Howard (desconhecido) (1655-1689)